# Gråkindad vråk
Gråkindad vråk (Butastur indicus) är en östasiatisk fågel i familjen hökar inom ordningen hökfåglar.

## Kännetecken

### Utseende
Gråkindad vråk är en medelstor (41–48 cm), långvingad, slank och något gladlik hökfågel. Huvudet är gråbrunt med vit strupe, grå kinder, mörkt strupstreck och bleka ögon. Den är brun på ovansidan och övre delen bröstet, medan den är brunbandat vit på nedre delen och flankerna.
I flykten har den längre stjärt och vingar är orientvråken, påminnande om en storvuxen sparvhök. Den har fint mörkbandade vingundersidor, ett blekt U på övergumpen och tre mörka band på den tvärt avskurna stjärten.
|  |  |  |
|  |  |  |

### Läten
Arten är rätt högljudd året runt, men framför allt kring häckning. I engelsk litteratur återges lätet som ett visslande "whick-awhee" eller ett darrande och utdraget "pik-kwee".

## Utbredning och systematik
Gråkindad vråk häckar i nordöstra Asien, från nordöstra Kina till Amurland och Ussuriland, Japan och Izuöarna. Den övervintrar i Sydostasien från södra och sydöstra Kina och Taiwan genom Indokina och Malackahalvön till Stora Sundaörna, Filippinerna, Sulawesi, norra Moluckerna och sällsynt till öar utanför nordvästra Nya Guinea. Den behandlas som monotypisk, det vill säga att den inte delas in i några underarter.

## Levnadssätt
Gråkindad vråk förekommer i skogsområden intill öppet landskap som betesmarker och myrar, ofta nära våtmarker. Födan består huvudsakligen av grodor, ormar, ödlor, gnagare, insekter och möjligen fåglar. Båda könen hjälps åt att bygga det rätt lilla kvistboet i ett träd. Äggläggning sker från mitten av april till slutet av maj. Arten är flyttfågel och kan ses i flockar på tusental under sträcket.

## Status och hot
Arten har ett stort utbredningsområde och en stor population, men tros minska i antal på grund av lokala förföljelser, dock inte tillräckligt kraftigt för att den ska betraktas som hotad. Internationella naturvårdsunionen IUCN kategoriserar därför arten som livskraftig (LC). Världspopulationen uppskattas till fler än 100 000 individer.

## Namn
Fågeln har på svenska tidigare kallats kinesisk hökvråk.